# 南町田グランベリーパーク駅
南町田グランベリーパーク駅（みなみまちだグランベリーパークえき）は、東京都町田市鶴間三丁目にある、東急電鉄田園都市線の駅である。駅番号はDT25。東京都最南端の駅である。

## 概要
標高は75mで、東急電鉄全駅の中で最も高い。東京都に所在する鉄道駅としては最南端に位置している。
駅名改称前、東急モールズデベロップメントが2017年（平成29年）2月まで運営していたショッピングモール「グランベリーモール」の最寄駅であったため、「グランベリーモール前」と言う副駅名が付けられていた。特に土休日は同モールへの来場者が多くなることから、アクセス向上のために急行（大井町線直通含む）が終日停車していた。また、2007年（平成19年）より平日朝渋谷方面のみ設定された準急が2014年（平成26年）6月ダイヤ改正で日中運行を実施するようになり、これと同時にこれまで通過していた当駅にも終日停車するようになった（平日の同モールへのアクセスも結果的に向上した）。
2017年（平成29年）より、駅周辺再開発計画「南町田拠点創出まちづくりプロジェクト」に伴う駅舎改良（リニューアル）工事が進められ、2019年（令和元年）6月9日には先行して新駅舎の一部が完成し、南北自由通路や中央改札、新たな旅客用トイレが使用開始され、まちびらきまでに旅客上屋延伸の他、エスカレーターやホームドア、新たな改札口（グランベリーパーク改札）などが順次設置された。さらに、この再開発計画により新たに整備されるエリアには「南町田グランベリーパーク」の愛称が付けられ、駅名も同年10月1日に南町田駅から南町田グランベリーパーク駅（後節参照）へ改称し、同時に平日も急行が停車するようダイヤ改正が行われた。そして駅名改称から1か月半後の同年11月13日にまちびらき（土地区画整理事業は2022年（令和4年）9月完了）となり、同日よりオリジナル発車メロディが導入された。
なお、駅名改称前に使用されていた旧駅名標は、商業施設「グランベリーパーク」セントラルコート内に設置された「グランベリーパークストリートギャラリー」にて、駅開設時の写真などと共に展示されている。

## 歴史
開設当初の駅名は、所在地の旧村名であり、現在でも地域名として使用される「南村（南地域）」（1954年（昭和29年）、当時の町田町と合併）の南と、町田市の町田、そして同市の南端に位置していることなどから、「南町田」となった。なお、後の2016年（平成28年）7月18日には、住居表示実施により当駅の北側に「南町田」の町名が成立している。
- 1976年（昭和51年）10月15日：南町田駅（みなみまちだえき）として開業[1]。
- 2000年（平成12年）
  - 4月：町田市内の鉄道駅としては初めて、駅改札内にエレベーターを新設[注釈 1][12][13]。
  - 5月：日本の鉄道会社で初めてホーム上屋の一部に組み込む方式の太陽光発電システムを設置[14]。
  - 7月15日 - 8月20日：行楽期に限り急行の臨時停車駅となる[15]。
- 2001年（平成13年）8月1日：北口新設[1][16][17]。
- 2006年（平成18年）3月18日：急行が土休日に限り停車開始[5]。
- 2014年（平成26年）6月21日：準急停車開始[6]。
- 2017年（平成29年）
  - 2月13日：グランベリーモール閉館に伴い、グランベリーモール口を正面口に改称[18]。
  - 4月1日：北口駅前広場へバス乗入開始[19]。
  - 12月9日：駅改良工事に伴い、正面改札口の位置を変更[20]。
- 2019年（令和元年）
  - 6月9日：駅改良工事に伴い、正面改札と北口改札口を閉鎖、新たに中央改札新設。新駅舎の一部を使用開始[7]。
  - 9月8日：可動式ホームドア使用開始[21]。
  - 10月1日 ：南町田グランベリーパーク駅へ改称[9]。平日ダイヤの急行停車駅となる[9]。
  - 11月6日：グランベリーパーク改札と待合室使用開始。南口をグランベリーパーク口へ改称。
  - 11月13日：南町田グランベリーパークまちびらきに合わせ、新たな発車メロディ使用開始[10]。

## 駅構造
相対式ホーム2面2線を有する地上駅。2019年（令和元年）6月の新駅舎使用開始以降は橋上駅舎である。改札口は駅舎の南北自由通路に面した中央改札と商業施設に面したグランベリーパーク改札の2か所で、有人改札は中央改札のみ。グランベリーパーク改札には多客時に使用する簡易PASMO改札機も設置している。2019年の駅舎改良以前は駅舎南側にある正面口（旧・グランベリーモール口）と国道16号に面した北口の2か所に改札が設置されていた。トイレ・多機能トイレは中央改札を入って右手にあり、各ホームに待合室が設置されている。
旧駅舎時代には正面口改札横にtoksがあったが閉店し、南側のグランベリーモール内に立地していたam/pm跡地を利用し、2010年（平成22年）11月16日 - 2017年（平成29年）2月12日までLAWSON+toksが営業していた。その後toks跡地にジューサーバーが出店し、改札内外より利用出来たが、2014年（平成26年）10月19日限りで閉店している。なお、LAWSON+toksについてはグランベリーパーク開業に合わせ、2019年（令和元年）11月より新駅舎中央改札前に再出店している。
発車メロディ導入駅であり、町田市出身の作曲家である春畑道哉作曲による南町田グランベリーパークのテーマソング「Promised Land」の一節が使われている。

### のりば
| 番線 | 路線       | 方向 | 行先                                     |
| ---- | ---------- | ---- | ---------------------------------------- |
| 1    | 田園都市線 | 下り | 中央林間方面                             |
| 2    | 田園都市線 | 上り | 渋谷・押上〈スカイツリー前〉・春日部方面 |

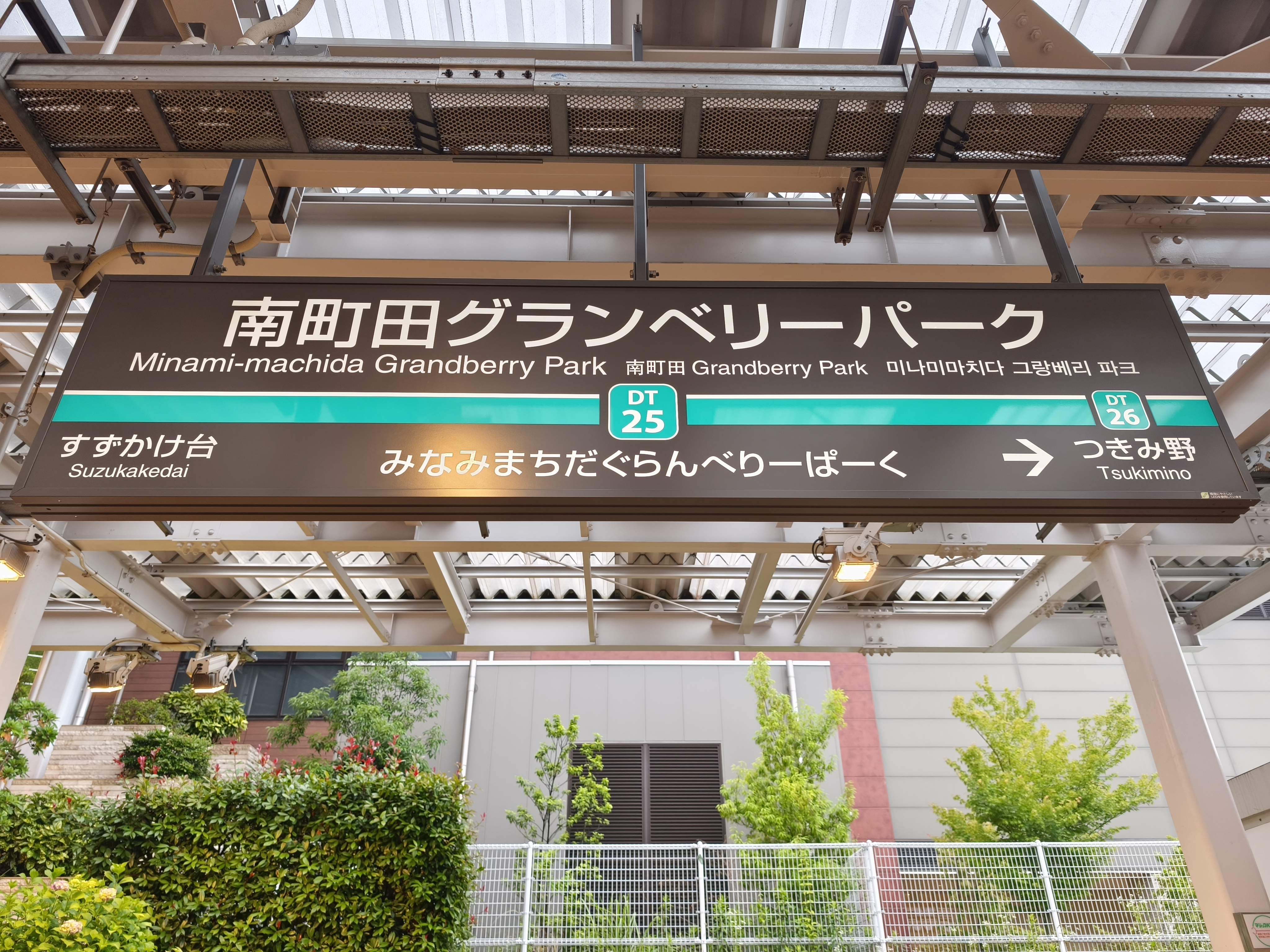
駅名標（2025年5月30日）
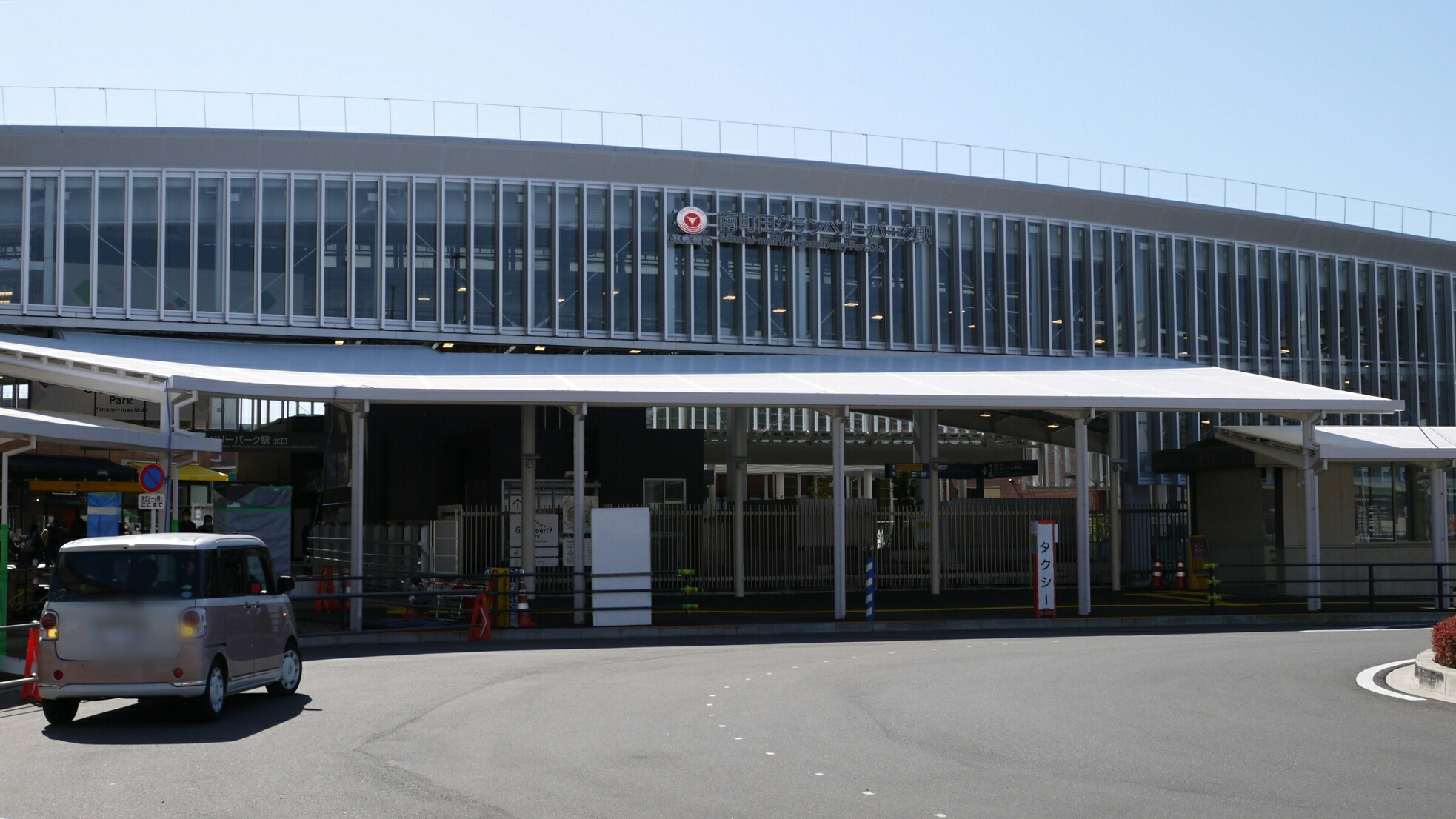
北口（2020年2月）
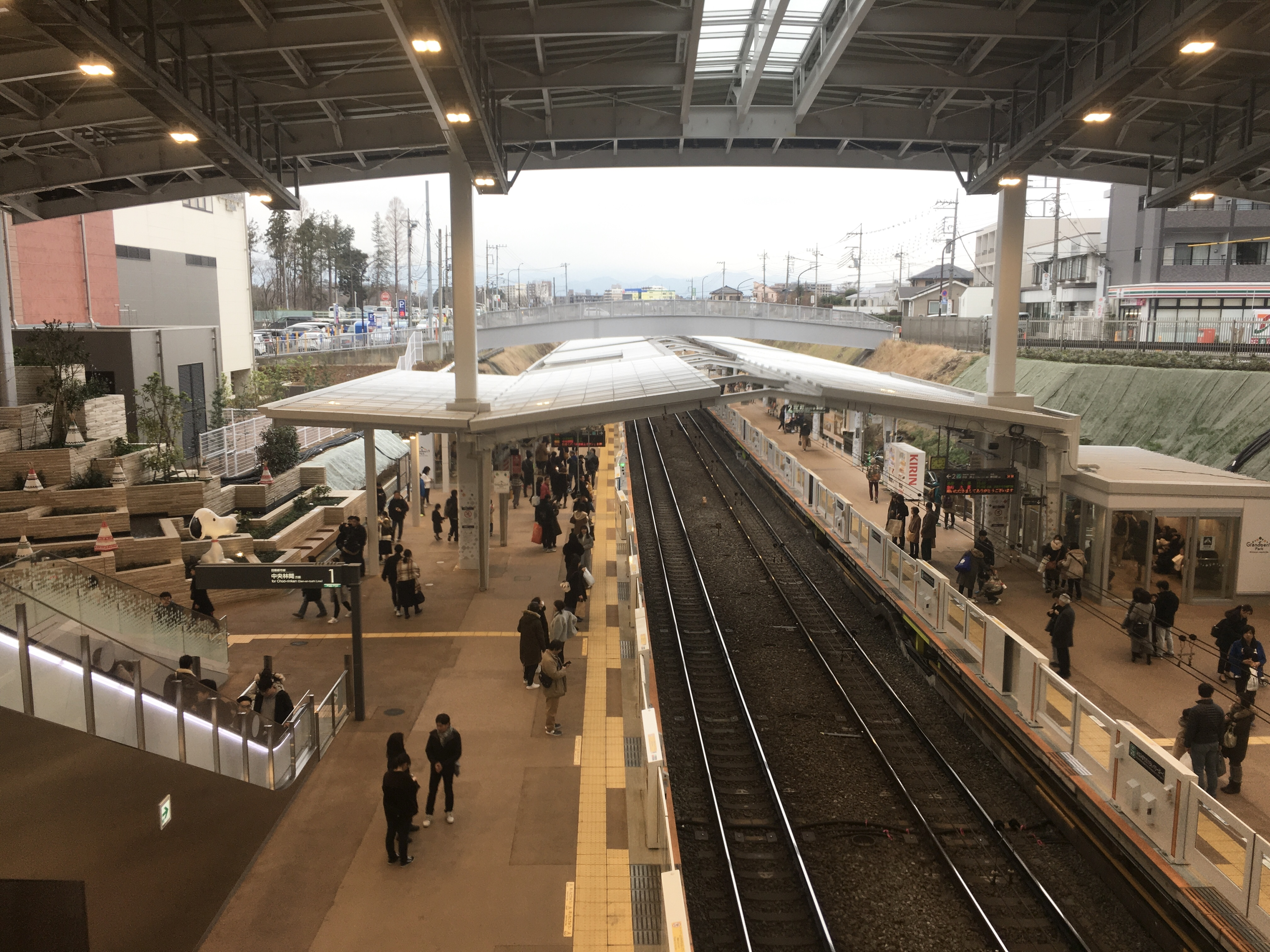
ホームを改札内通路より撮影 （2020年1月12日）
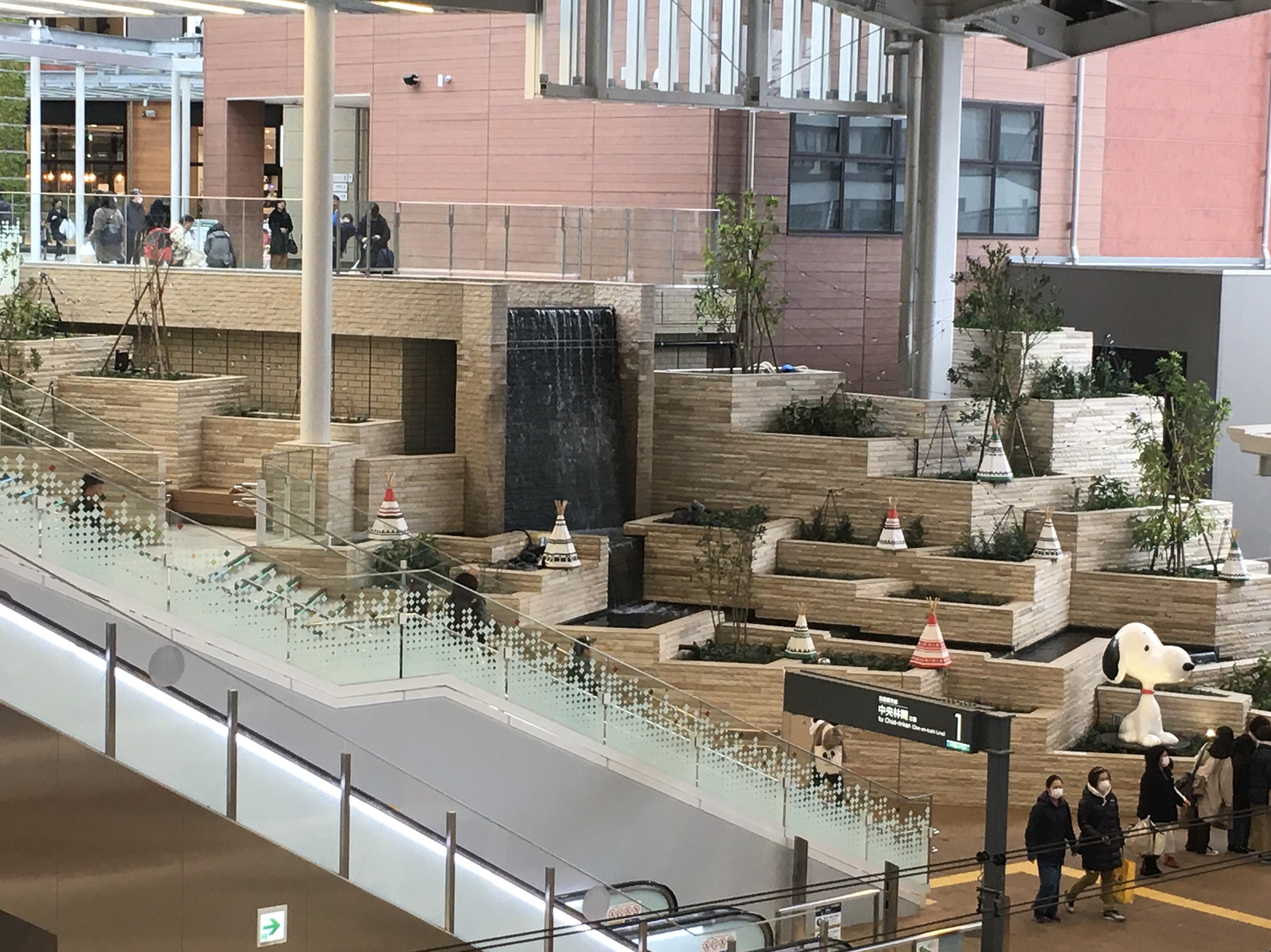
ホーム大階段横には滝が流れる （2020年1月12日）
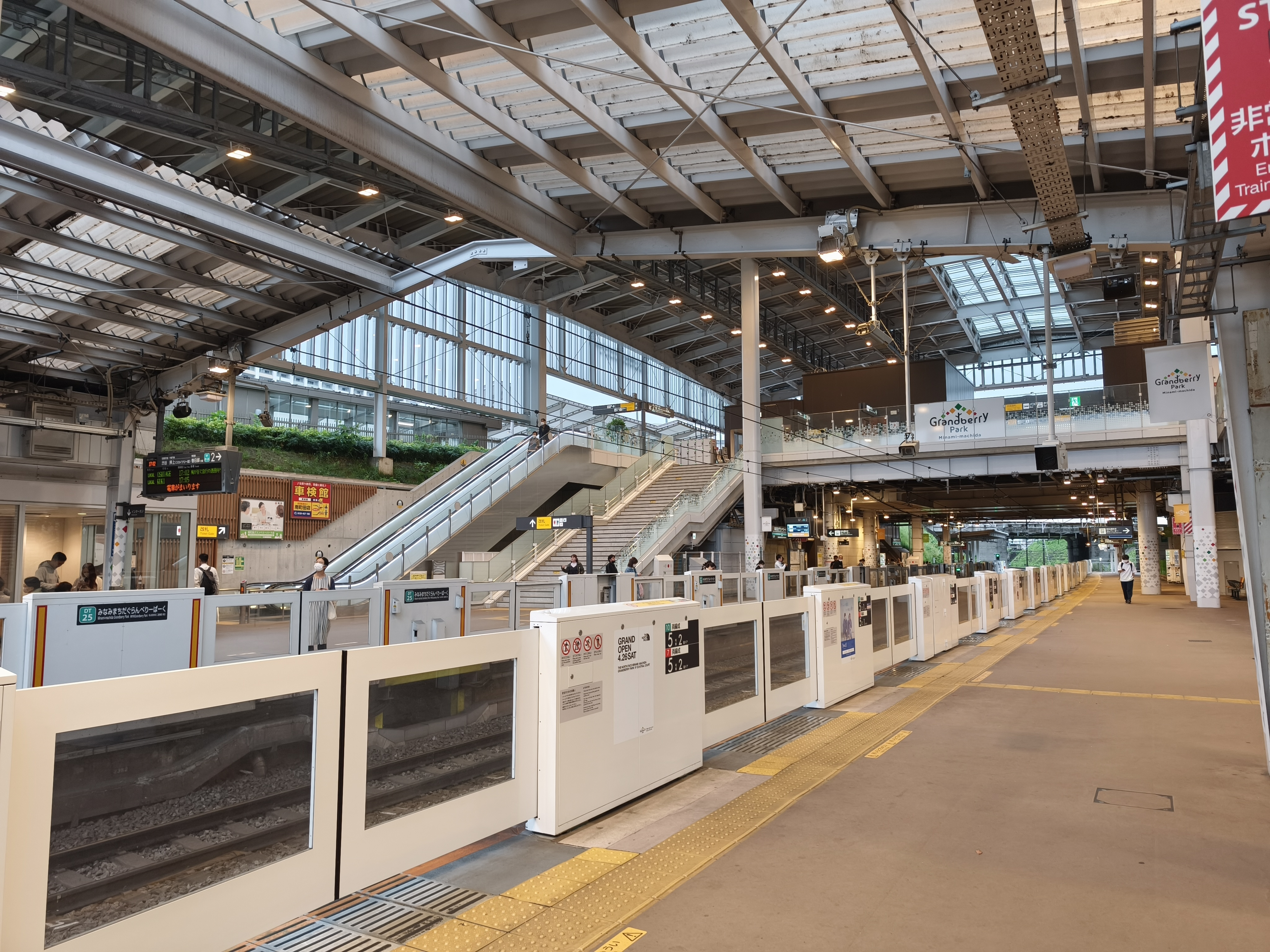
プラットホーム（2025年5月30日）
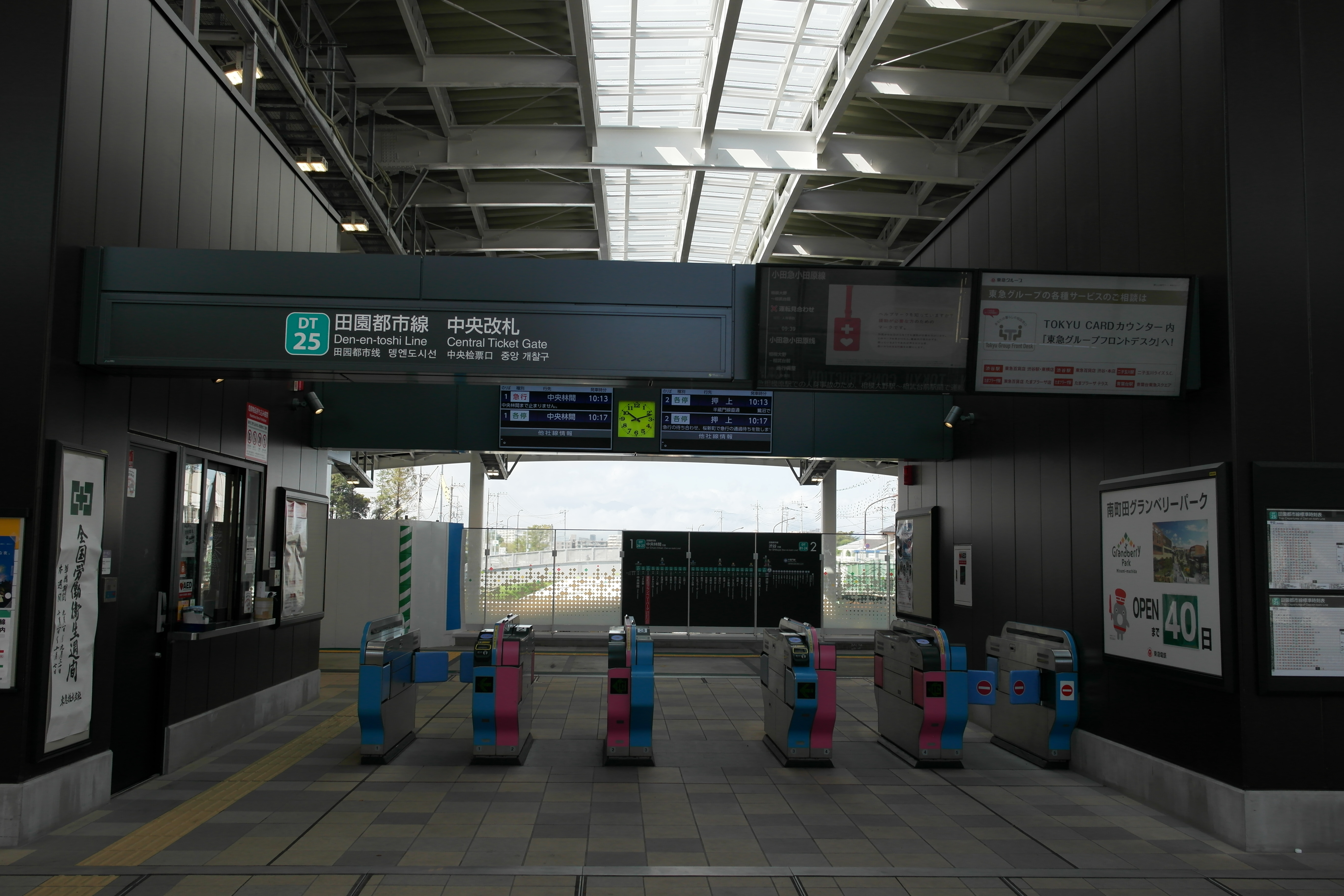
中央改札（2019年10月4日）
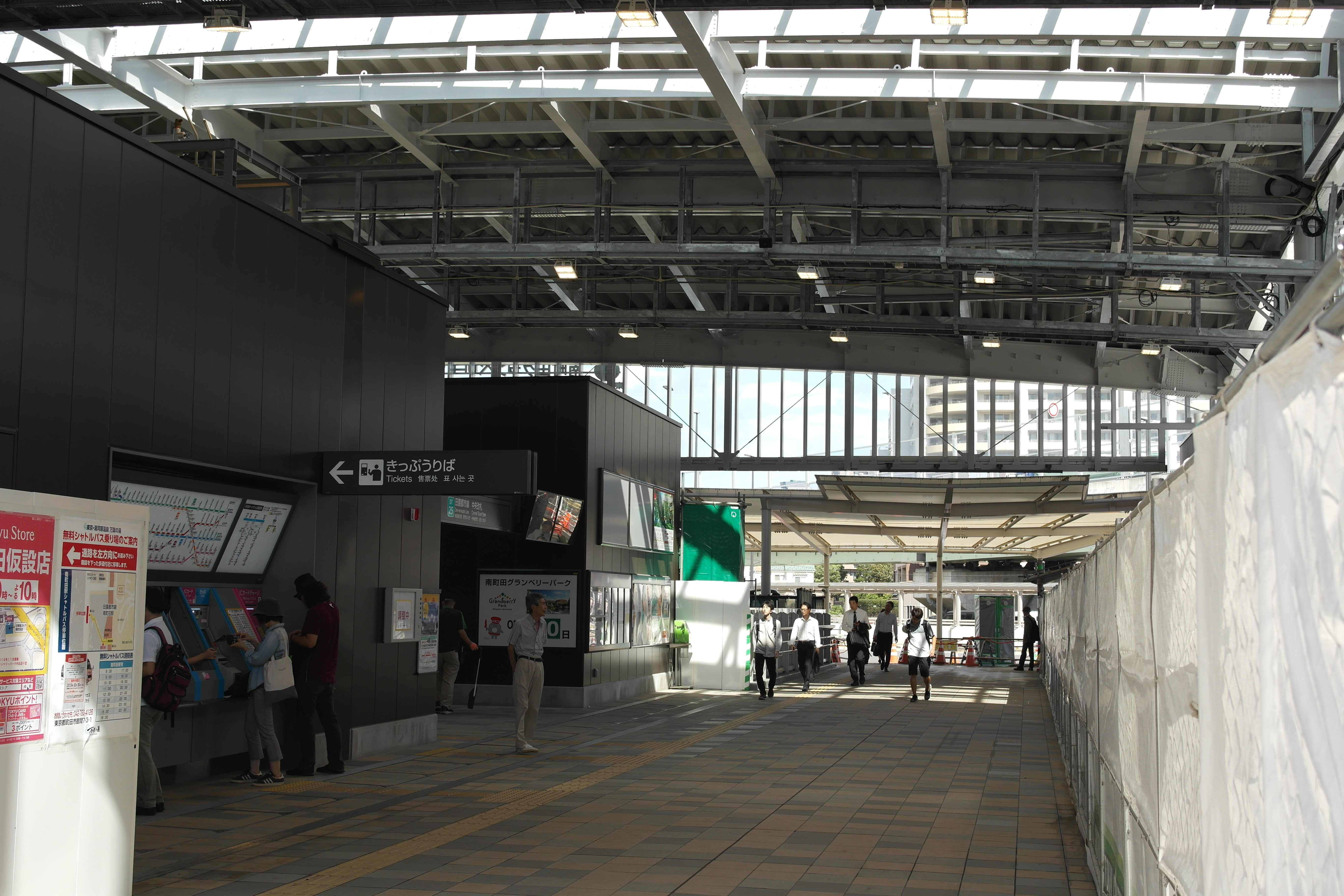
中央改札前の南北自由通路 （2019年10月4日）

南町田駅時代の画像

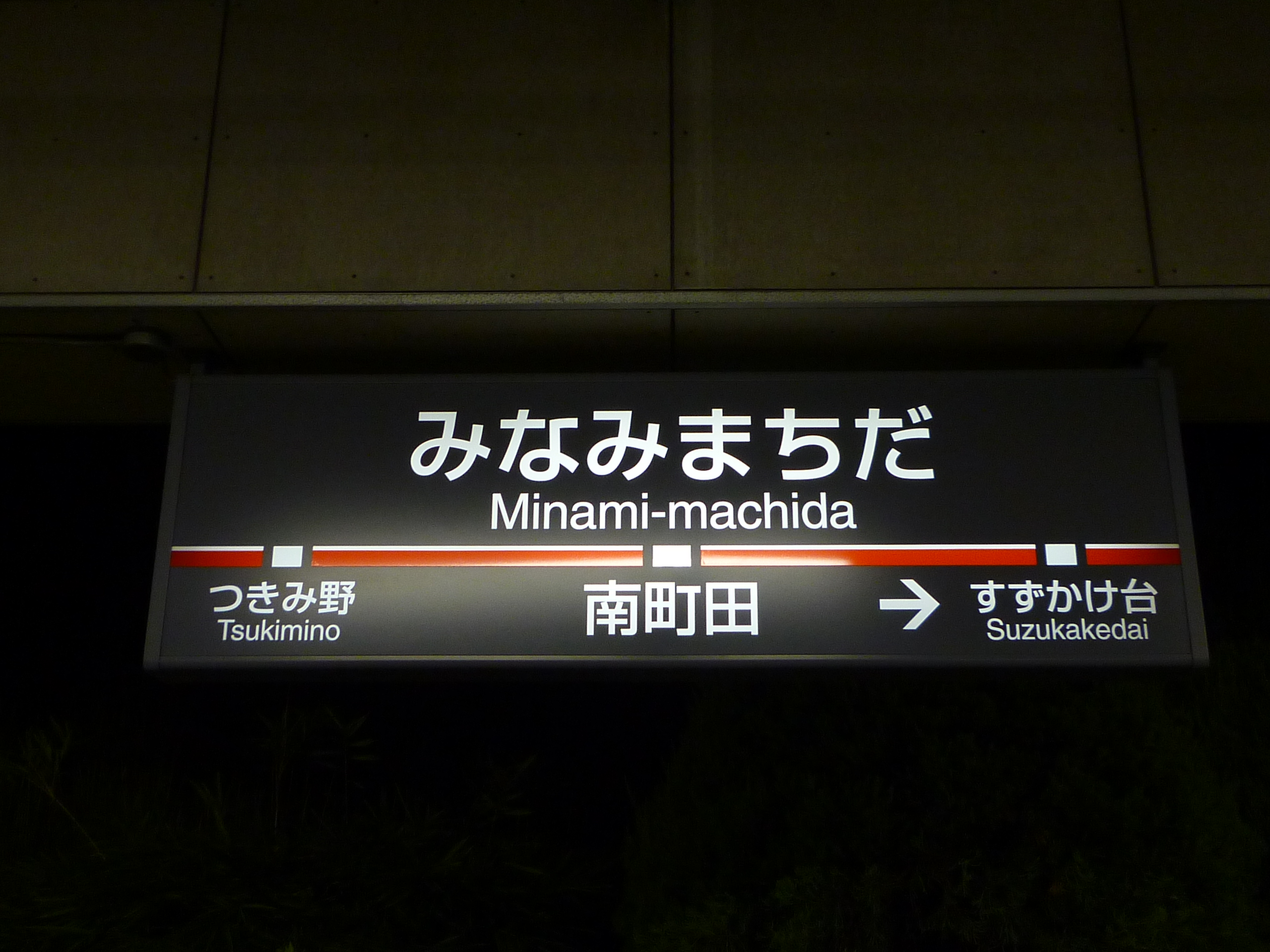
かつての駅名標（2010年9月20日）
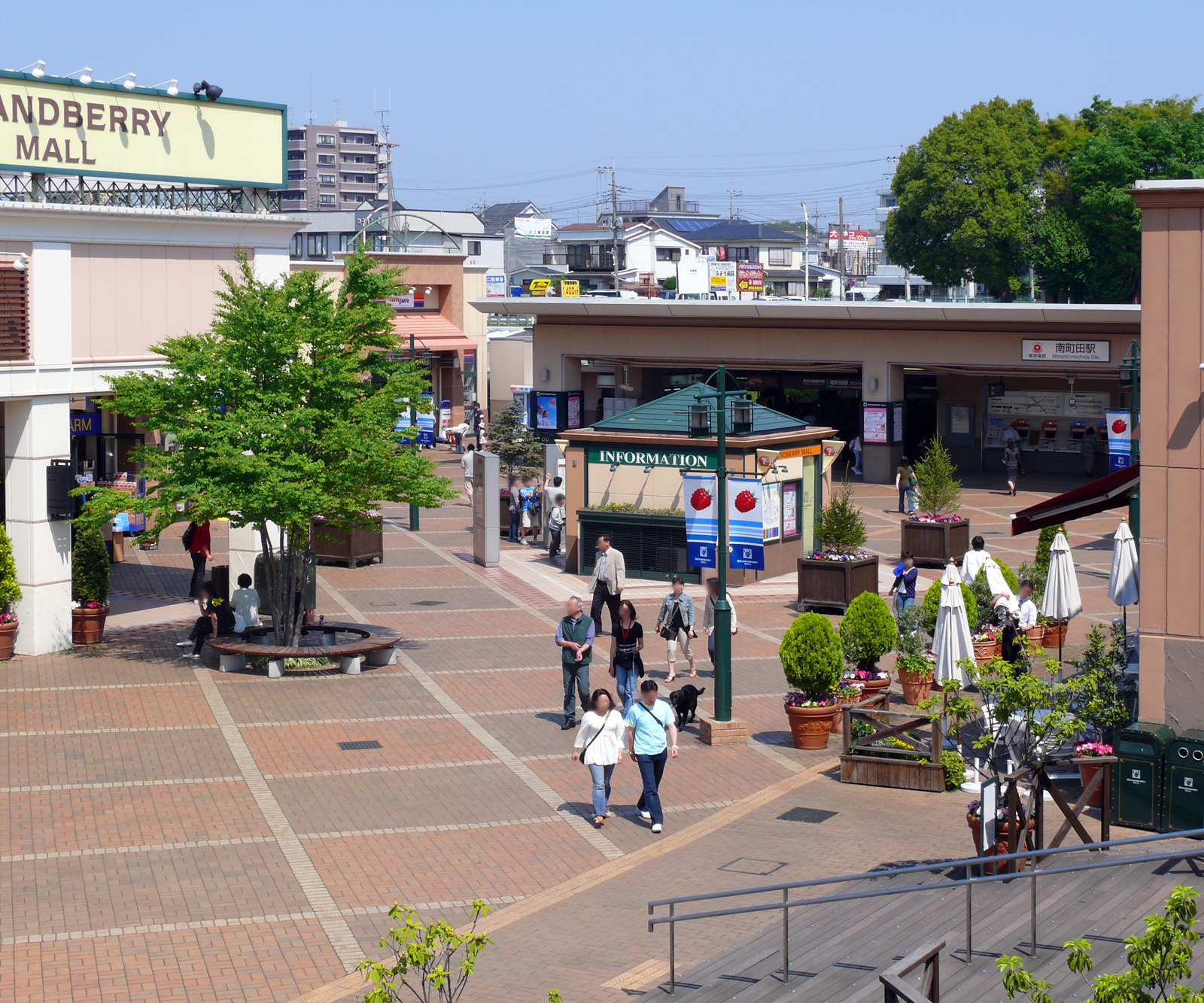
旧駅舎。グランベリーモール側広場を見下ろす（2007年5月4日）
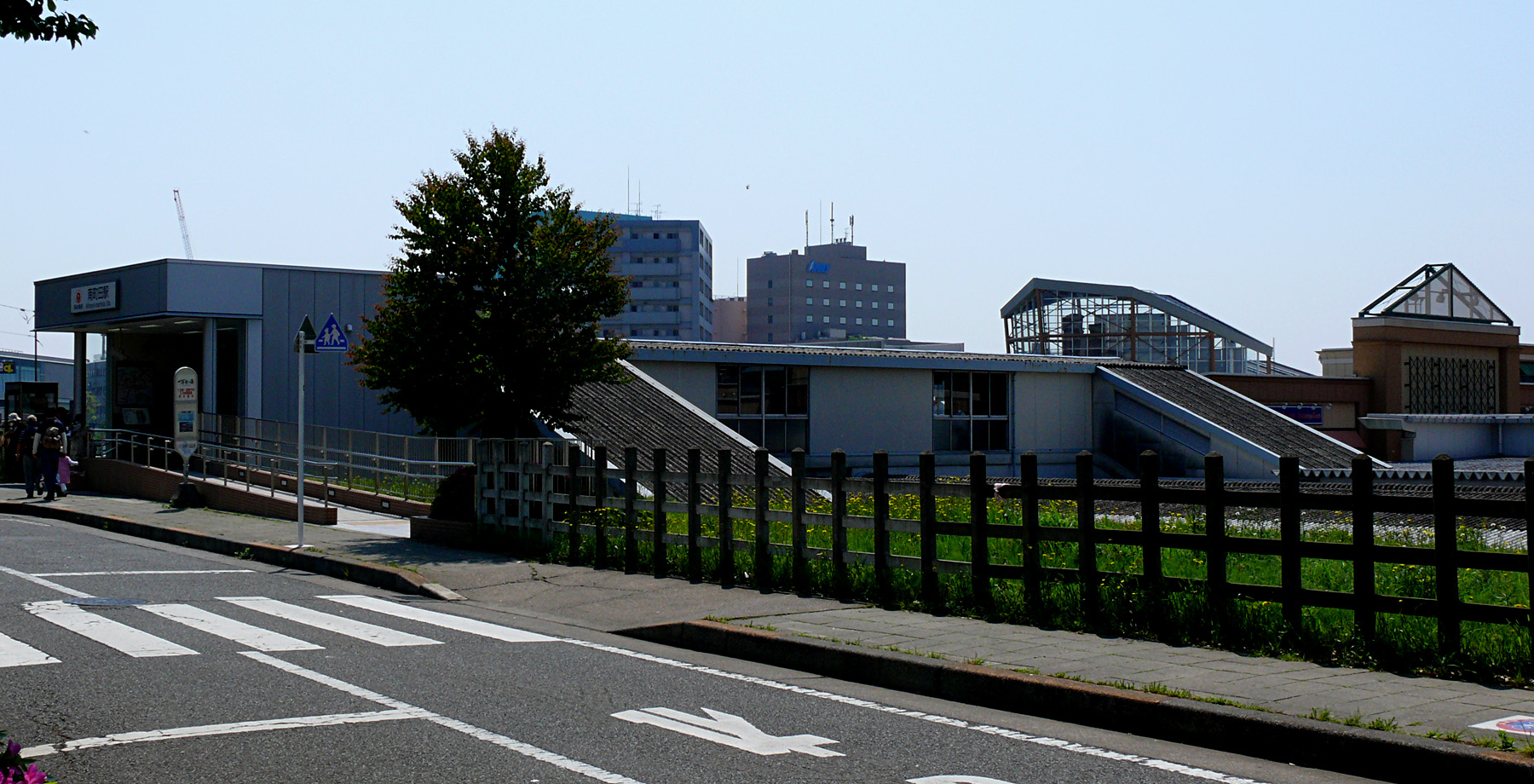
旧北口駅舎（2007年5月4日）
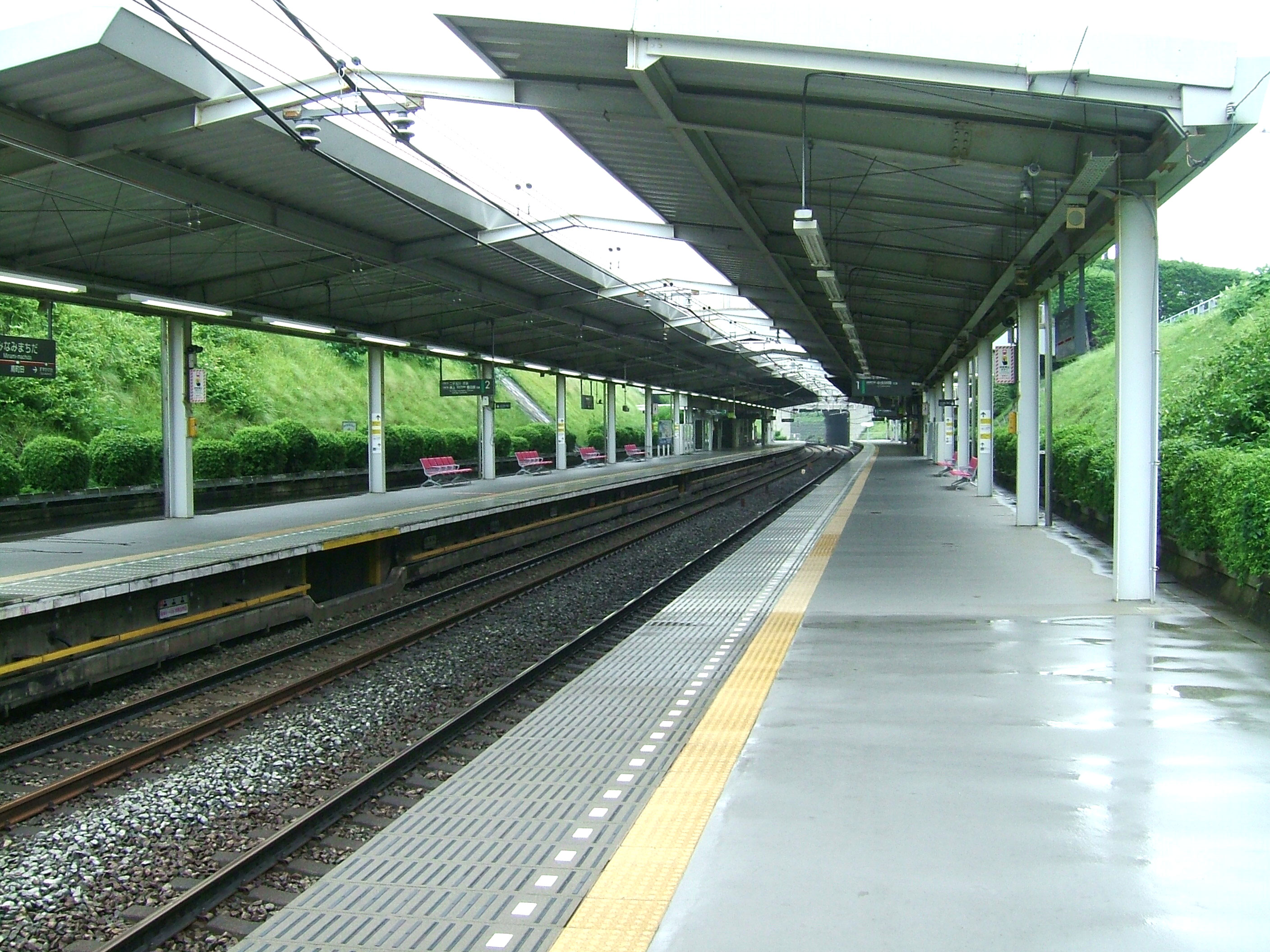
プラットホーム（2008年8月28日）
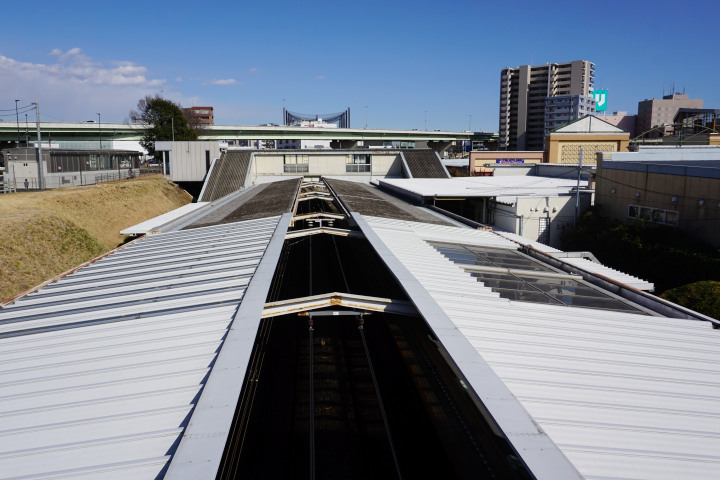
ホーム上屋部分。太陽光発電システムが設置されていた（2017年3月）

## 利用状況
2024年度（令和6年度）の1日平均乗降人員は46,967人である。同線の急行停車駅の中で利用者数は最も少ない。
COVID-19が流行した2020年度（令和2年度）では前年度より減少したが、減少率は東急電鉄全駅の中で最も少なく、グランベリーパーク開業前の時点で最多であった2016年度（平成28年度）の乗降人員より多い。
グランベリーモールが閉鎖されてから南町田グランベリーパークまちびらきが行われるまでの空白期間に当たる2017年度（平成29年度）・2018年度（平成30年度）は大きく減少した。
近年の1日平均乗降人員と乗車人員は下記の通り。
| 年度               | 1日平均 乗降人員 | 1日平均 乗車人員 | 出典              |
| ------------------ | ---------------- | ---------------- | ----------------- |
| 1976年（昭和51年） |                  | 804              | [ 東京都統計 1 ]  |
| 1977年（昭和52年） |                  | 1,178            | [ 東京都統計 2 ]  |
| 1978年（昭和53年） |                  | 1,732            | [ 東京都統計 3 ]  |
| 1979年（昭和54年） |                  | 2,039            | [ 東京都統計 4 ]  |
| 1980年（昭和55年） |                  | 2,303            | [ 東京都統計 5 ]  |
| 1981年（昭和56年） |                  | 2,435            | [ 東京都統計 6 ]  |
| 1982年（昭和57年） |                  | 2,609            | [ 東京都統計 7 ]  |
| 1983年（昭和58年） |                  | 2,830            | [ 東京都統計 8 ]  |
| 1984年（昭和59年） |                  | 3,897            | [ 東京都統計 9 ]  |
| 1985年（昭和60年） |                  | 4,649            | [ 東京都統計 10 ] |
| 1986年（昭和61年） |                  | 5,079            | [ 東京都統計 11 ] |
| 1987年（昭和62年） |                  | 5,213            | [ 東京都統計 12 ] |
| 1988年（昭和63年） |                  | 5,386            | [ 東京都統計 13 ] |
| 1989年（平成元年） |                  | 5,896            | [ 東京都統計 14 ] |
| 1990年（平成02年） |                  | 6,334            | [ 東京都統計 15 ] |
| 1991年（平成03年） |                  | 6,757            | [ 東京都統計 16 ] |
| 1992年（平成04年） |                  | 7,581            | [ 東京都統計 17 ] |
| 1993年（平成05年） |                  | 7,827            | [ 東京都統計 18 ] |
| 1994年（平成06年） |                  | 7,773            | [ 東京都統計 19 ] |
| 1995年（平成07年） |                  | 7,500            | [ 東京都統計 20 ] |
| 1996年（平成08年） |                  | 7,247            | [ 東京都統計 21 ] |
| 1997年（平成09年） |                  | 6,696            | [ 東京都統計 22 ] |
| 1998年（平成10年） |                  | 6,619            | [ 東京都統計 23 ] |
| 1999年（平成11年） |                  | 6,888            | [ 東京都統計 24 ] |
| 2000年（平成12年） |                  | 10,932           | [ 東京都統計 25 ] |
| 2001年（平成13年） |                  | 10,926           | [ 東京都統計 26 ] |
| 2002年（平成14年） | 23,069           | 11,471           | [ 東京都統計 27 ] |
| 2003年（平成15年） | 25,122           | 12,456           | [ 東京都統計 28 ] |
| 2004年（平成16年） | 26,802           | 13,293           | [ 東京都統計 29 ] |
| 2005年（平成17年） | 27,970           | 14,008           | [ 東京都統計 30 ] |
| 2006年（平成18年） | 30,520           | 15,268           | [ 東京都統計 31 ] |
| 2007年（平成19年） | 31,199           | 15,661           | [ 東京都統計 32 ] |
| 2008年（平成20年） | 31,795           | 15,896           | [ 東京都統計 33 ] |
| 2009年（平成21年） | 31,508           | 15,723           | [ 東京都統計 34 ] |
| 2010年（平成22年） | 31,562           | 15,751           | [ 東京都統計 35 ] |
| 2011年（平成23年） | 31,902           | 15,907           | [ 東京都統計 36 ] |
| 2012年（平成24年） | 32,826           | 16,370           | [ 東京都統計 37 ] |
| 2013年（平成25年） | 33,999           | 16,942           | [ 東京都統計 38 ] |
| 2014年（平成26年） | 33,677           | 16,795           | [ 東京都統計 39 ] |
| 2015年（平成27年） | 34,030           | 16,984           | [ 東京都統計 40 ] |
| 2016年（平成28年） | 34,308           | 17,110           | [ 東京都統計 41 ] |
| 2017年（平成29年） | 29,415           | 14,721           | [ 東京都統計 42 ] |
| 2018年（平成30年） | 30,209           | 15,121           | [ 東京都統計 43 ] |
| 2019年（令和元年） | 40,084           |                  |                   |
| 2020年（令和02年） | 34,329           |                  |                   |
| 2021年（令和03年） | 37,963           |                  |                   |
| 2022年（令和04年） | 42,591           |                  |                   |
| 2023年（令和05年） | 45,095           |                  |                   |
| 2024年（令和06年） | 46,967           |                  |                   |

備考
1. ↑  1976年10月15日開業。開業日から1977年3月31日までの計168日間を集計したデータ。

## 駅周辺
駅南側には2000年（平成12年）4月 - 2017年（平成29年）2月まで、ショッピングモール「グランベリーモール」があった。同施設と一体となった街づくりが行われたことにより、同施設営業中は欧米の町並みを思わせる風景が広がっていた。対して北口は国道16号が近接しており、商業施設などは少なく、戸建て住宅や大型マンションと言った住宅街が広がっている。
駅周辺の住所は町田市鶴間であり、町田市南町田という住所はこれまで存在しなかったが、2016年（平成28年）7月18日の住居表示実施で、国道16号北側の地域で新たに「町田市南町田一丁目〜五丁目」が新設された。ただし、国道16号南側の町名はこれまで通り、町田市鶴間であり、駅所在地の住所も鶴間のままである。
2017年（平成29年）より、町田市と東急が当駅周辺（旧グランベリーモール・鶴間公園を含む）の再開発事業を進め、再開発により整備されたエリアは「南町田グランベリーパーク」と呼称され、2019年（令和元年）11月13日にまちびらきした（このうち同日開業の商業施設エリアについても「グランベリーパーク」としてリニューアル）。
- 東名高速道路 横浜町田IC
- 保土ヶ谷バイパス（町田立体）
- 上川井IC
- 国道16号
- 国道246号
- 環状4号（横浜市道）
- 東京都道141号辻原町田線（町田街道）
- 南町田グランベリーパーク
  - グランベリーパーク
    - 109シネマズグランベリーパーク
    - 東急ストア南町田店
    - グランベリーパーク郵便局

  - パークライフ・サイト
    - スヌーピーミュージアム
    - 南町田子どもクラブつみき

  - 鶴間公園
- ニトリ 南町田店
- 業務スーパー 南町田店
- エイビイ 南町田店
- オーケー　町田小川店
- 東横INN 南町田
- 東京・湯河原温泉 万葉の湯
- 境川
- 町田市立鶴間小学校
- 町田警察署 南町田グランベリーパーク駅前交番
- 医療法人社団正志会 南町田病院
- 更生保護法人鶴舞会 飛鳥病院
- 医療法人社団芙蓉会 ふよう病院
- 医療法人社団明芳会 横浜旭中央総合病院
- 横浜若葉台団地
- 横浜総合卸センター
- マークスプリングス
- 程ヶ谷カントリー倶楽部

## バス路線
最寄停留所は、北口広場の「南町田グランベリーパーク駅」。駅名改称後も暫くの間は停留所名が旧駅名のままであったが、2019年（令和元年）11月13日のまちびらきに合わせて現停留所名に改称された。2017年（平成29年）3月までは正面口（現・グランベリーパーク口）を出てすぐの路上に停留所が設置されていた（詳細は後述）。2027年に横浜市瀬谷区で開催される「2027年国際園芸博覧会（GREEN×EXPO 2027）」では会場シャトルバスの乗り入れが検討されている。
以下の路線が乗り入れ、一般路線は神奈川中央交通が、空港連絡バスは神奈川中央交通・京浜急行バス・京成バスが、高速バスは富士急モビリティにより運行される。
| 1番のりば                  |                            |                                     |
| 空港リムジンバス           | 空港リムジンバス           | 羽田空港 行                         |
| 空港リムジンバス           | 空港リムジンバス           | 成田空港 行                         |
| 富士急ハイランド・河口湖線 | 富士急ハイランド・河口湖線 | 富士急ハイランド・河口湖駅 行       |
| 2番のりば                  |                            |                                     |
| 南02                       | 直行                       | マークスプリングス 行 （朝 - 夕方） |
| 南03                       | 大ヶ谷戸                   | マークスプリングス 行 （夜間のみ）  |
| 3番のりば                  |                            |                                     |
| 町89                       | 町谷・西田                 | 町田バスセンター 行                 |
| 4番のりば                  |                            |                                     |
| 津01                       | 南長津田団地前             | 長津田駅 行                         |
| 5番のりば 降車場           |                            |                                     |

タクシー乗降場
- 北口広場：広場が完成した2017年（平成29年）4月より使用。
- グランベリーパーク口路上：北口広場整備前から存在し、広場完成に合わせて廃止されたが、その後規模を縮小して再整備され、2019年（令和元年）10月11日より再使用開始。

北口駅前広場整備の経緯
北口には2016年（平成28年）9月まで小さな広場（ロータリー）が存在し、かつては周辺施設への送迎バスのみが発着していたが、国土交通省が進めていた国道16号の町田立体事業に併せて、町田市が北口広場を拡充することになった。この広場整備に伴い、地上部分の自転車駐輪場が整備の支障となることから、広場地下部分には代替の自転車駐輪場（2016年4月1日オープン）と南北地下通路（南町田地下道、2016年6月25日開通）が先行して整備された。その後、2016年（平成28年）夏から町田市が地上部で北口駅前広場の整備工事を進め、2017年（平成29年）4月より正面口（現・グランベリーパーク口）のバス・タクシー乗り場が北口新広場へ全面移転した。同年7月からは空港連絡バス・高速バス・深夜急行バス（降車のみ）が乗入開始し、2020年（令和2年）3月26日には北口広場への上屋設置が完了した。なお、南町田病院・万葉の湯といった送迎バスは従来通り、グランベリーパーク口路上より発着するほか、FC町田ゼルビアシャトルバスなどの貸切バスはグランベリーパーク口タクシー乗り場向かいに整備された車寄せに発着する。

## 隣の駅
東急電鉄

 田園都市線
■急行
長津田駅 (DT22) - 南町田グランベリーパーク駅 (DT25) - 中央林間駅 (DT27)
■準急・■各駅停車
すずかけ台駅 (DT24) - 南町田グランベリーパーク駅 (DT25) - つきみ野駅 (DT26)